# Search & Enjoy
Search & Enjoy är Blue for Twos tredje musikalbum utgivet i augusti 1992. Inspelad november 1991 samt april till juni 1992 i Music-A-Matic Studio, Göteborg.  
Skivan är influerad av elektronisk dansmusik med tunga rytmer, 1970-tals disko- och soulmusik. Som singlar släpptes "Like An Egyptian" och "Rain of Ruin". Det blev den sista skivan på skivbolaget Radium 226.05, som då var uppköpta av MNW. På turnén som följde, tillsammans med Chips Kiesbye och Topsteen, spelade man bl.a. på Hultsfredsfestivalen 1992.

## Mottagande
Dagens Nyheters recensent Per Mortensen var positiv till albumet, och tyckte bland annat att "[...] Wadlings tidlösa blueskänsla och Lipps fräsande, futuristiska elektronik skapar också en hypnotisk kontrast."

## Låtlista[3]
1. The Trap   (Wadling, Lipp) – 5:40
2. Rain Of Ruin (Wadling, Lipp) – 4:37
3. Dry Bones (Wadling, Lipp, TRAD.)– 4:00
4. Need To Bleed  (Lipp) – 3:36
5. Monday Man (Wadling, Lipp) – 6:51
6. My Body Knows (Wadling, Lipp) – 4:52
7. Not So Happy House  (Lipp) – 5:02
8. Voices From The Past (Wadling, Hausswolff, Lipp) – 4:11
9. All Our Time (Wadling, Lipp) - 3:20
10. Like An Egyptian (Wadling, Hausswolff, Lipp) - 4:48
11. Kamikaze Baby (Wadling, Lipp) - 5:05
12. Fire Slowly Dies (Wadling) - 7:22
13. Sweet Nothing (Topsteen, Perned, Lipp) - 9:45

## Musiker
- Freddie Wadling - sång
- Henryk Lipp - effekter och de flesta instrument
- Chips Kiesbye - gitarr
- Topsteen - gitarr, bas, programmering av trummaskiner
- Jim Lodge - memorymoog
- Wojtec Wybraniec - fiol
- Per Enoksson - fiol
- Gregor Wybraniec - cello, stråkarrangemang
- Stefano Musitano - percussion, programmering av trummaskiner
- Dona Cadogan - kör
- Deborah Cameron - kör
- Tina Hallberg - kör